# Відкритий чемпіонат Франції з тенісу 1971
Відкритий чемпіонат Франції з тенісу 1971 — тенісний турнір, що проходив на відкритих ґрунтових кортах Стад-Ролан-Гаррос у Парижі з 24 травня по 6 червня 1971 року. Це був 75-й Відкритий чемпіонат Франції та другий турнір Великого шолома в календарному році.

## Огляд подій та досянень
Ян Кодеш виграв 2-ий титул Великого шолома, й удруге йому це вдалося зробити на паризьких кортах.
Івонн Гулагонг перемогла в одиночному турнірі Великого шолома уперше.
У чоловічому парному розряді Артур Еш здобув свій перший парний титул Великого шолома й єдиний у столиці Франції. Його партнер Марті Рсссен теж виграв у парному розряді вперше й єдиний раз на кортах Ролан-Гарросу.
У жіночому парному розряді Гейл Шанфро здобула свій третій титул Великого шолома в кар'єрі, другий у відкриту еру й третій на Відкритому чемпіонаті Франції. Франсуаз Дюрр виграла шостий парний титул, п'ятий у Відкриту еру й п'ятий у Парижі.
Пара Дюрр / Жан-Клод Баркле удруге перемогла в турнірах Великого шолома в міксті, й обидва рази це сталося на Відкритому чемпіонаті Франції.

## Результати фінальних матчів

### Дорослі
| Одиночний розряд. Чоловіки Докладніше |                           |                          |
| Ян Кодеш                              | Іліє Настасе              | 8–6, 6–2, 2–6, 7–5       |
|                                       |                           |                          |
| Одиночний розряд. Жінки Докладніше    |                           |                          |
| Івонн Гулагонг                        | Гелен Гурлей              | 6–3, 7–5                 |
|                                       |                           |                          |
| Парний розряд. Чоловіки Докладніше    |                           |                          |
| Артур Еш Марті Ріссен                 | Том Горман Стен Сміт      | 6–8, 4–6, 6–3, 6–4, 11–9 |
|                                       |                           |                          |
| Парний розряд. Жінки Докладніше       |                           |                          |
| Гейл Шерріфф Шанфро Франсуаз Дюрр     | Гелен Гурлей Керрі Гарріс | 6–4, 6–1                 |
|                                       |                           |                          |
| Мікст Докладніше                      |                           |                          |
| Франсуаз Дюрр Жан-Клод Баркле         | Вінні Шоу Тоомас Леюс     | 6–2, 6–4                 |
|                                       |                           |                          |